# Cutie Honey: Tears
Cutie Honey: Tears ist ein japanischer Film des Regisseurs Asai Takeshi aus dem Jahr 2016, basierend auf den gleichnamigen Manga von Go Nagai. Der Film kam am 1. Oktober 2016 in die japanischen Kinos.

## Handlung
In Japan nimmt die Überbevölkerung katastrophale Ausmaße an. Zur Linderung des Bevölkerungsdrucks werden immer höhere Wohntürme gebaut. So entsteht eine vertikale Megacity, deren Bevölkerung buchstäblich in eine Ober- und eine Unterschicht aufgeteilt ist. Die Verhältnisse bessern sich nur für die Bewohner der oberen Ebenen. Ihr Wohlstand geht zu Lasten der in den verwahrlosten unteren Ebenen lebenden Menschen, denn dorthin werden alle Schadstoffe abgeleitet. Im unteren Bereich der Stadt ist die Luft derart verpestet, dass man sich nicht ohne Atemmaske aus dem Haus wagen darf. In den Slums ist die Sonne praktisch nie zu sehen, toxischer Regen vergiftet den Boden. Die gesamte Stadt wird von einer Künstlichen Intelligenz kontrolliert, verkörpert durch den weiblichen Androiden Lady Jill. Sie lenkt alle technischen Abläufe und stellt sicher, dass sich am Status quo nichts ändert. Hierzu stehen ihr unzählige Überwachungsdrohnen sowie ein Heer von schwer bewaffneten Sodom-Kampfrobotern zur Verfügung.
Der Wissenschaftler Dr. Kisaragi rettet das Leben seiner einem Autounfall zum Opfer gefallenen Tochter Hitomi, indem er einen aus mikroskopisch kleinen Nanomaschinen bestehenden Körper für sie erschafft, in den ein Generator eingebettet ist, der jegliche Materie umwandeln und neue Nanomaschinen erzeugen kann. Somit wird Hitomi praktisch unverwundbar und gewinnt übermenschliche Kräfte. Sie altert nicht, kann jede beliebige Form annehmen und sich selbst nach schwersten Verletzungen innerhalb von Minuten regenerieren. Im Gegensatz zu Jill ist Hitomi kein seelenloser Roboter, sondern ein fühlendes Wesen. Kisaragi und Hitomi werden von Jill gejagt und auf der Spitze eines Wolkenkratzers in die Enge getrieben. Kisaragi wird niedergeschossen. Hitomi stürzt in die Tiefe. Sie wird von einem kleinen Jungen namens Seiji Hayami gefunden, den sie gegen angreifende Sodom-Roboter verteidigt.
Zwanzig Jahre später ist Hayami ein erfolgreicher Journalist. Er hat sein ganzes Leben der Suche nach Hitomi gewidmet und veröffentlicht nur Artikel über sie. Er sympathisiert mit Untergrundaktivisten, die Jills Macht brechen wollen. Hitomi lebt bei ihrer Tante und ihrem Onkel. Sie setzt ihre Fähigkeiten ein, um die Slumbewohner gegen Jills brutale Willkür zu schützen. Für die Armen ist Hitomi eine Superheldin namens Cutie Honey. Auch Jill sucht nach Hitomi, deren Elementargenerator sie für ihre Zwecke missbrauchen will. Eines Tages gelingt es Hayami, sein Idol aufzuspüren. Unabsichtlich führt er damit Jill auf Hitomis Spur. Kampfroboter greifen an. Hitomis Verwandte sterben, Hayami wird verwundet. Hitomi wird vorübergehend außer Gefecht gesetzt. Die Aktivisten deaktivieren die Roboter und bringen Hitomi in ihr Versteck.
Hayami und Kazuhito Uraki, das Oberhaupt der Aktivisten, bitten Hitomi um Hilfe beim Kampf gegen Jill. Bei der nächsten Party der Oberschicht würden Unmengen von Giftstoffen freigesetzt werden. Unzählige Menschen in den Slums würden sterben. Uraki plant deshalb einen Sprengstoffanschlag. Den Tod von Unschuldigen nimmt er in Kauf. Hayami dagegen möchte lediglich die KI deaktivieren. Es ist ihm bereits gelungen, das Computernetz der Stadt zu hacken und Pläne des Hauptserverraums zu erbeuten. Hitomi zögert, doch als Hayami behauptet, ihr Vater sei wahrscheinlich noch am Leben und halte sich vermutlich in Jills Zentrale auf, macht sie mit. Während Uraki und zwei weitere Aktivisten die Stromversorgung sabotieren, wobei sie von Sodoms angegriffen werden, infiltriert Hayami den Serverraum. Hitomi sorgt für Ablenkung und stellt sich Jill. Der Android zeigt ihr, was aus ihrem Vater geworden ist. Von Dr. Kisaragi ist kaum mehr als der Kopf übrig. Jill benutzt sein Gehirn zur Steuerung der Stadt.
Es kommt zum Kampf zwischen Hitomi und Jill. Letztere droht die Oberhand zu gewinnen, doch Hayami greift rechtzeitig ein. Hitomi vernichtet Jill, woraufhin alle Kampfroboter und Drohnen ausfallen. Anschließend versucht Hayami vergeblich, die Giftwolke aufzuhalten. Ein Avatar Kisaragis erscheint und erklärt, dass das Unheil mit den Mitteln der Stadt nicht abgewendet werden kann. Er hat Hitomi ein Werkzeug an die Hand gegeben, um dies zu erreichen: Den Elementargenerator. Hitomi setzt den Generator ein, um die Giftwolke umzuwandeln. Dabei wird der Generator überlastet. Die Nanomaschinen verlieren den Zusammenhalt, so dass sich Hitomis Körper buchstäblich auflöst. Ihr Opfer war nicht umsonst. Von der Umweltverschmutzung ist nichts mehr zu bemerken. Die Menschen in den Slums können nun erstmals die Sonne sehen. Hayami trauert um Hitomi, in die er sich verliebt hat. Doch der Generator wurde nicht zerstört – und er ist immer noch aktiv.

## Synchronisation
| Figur                         | Schauspieler (Original) | Deutscher Synchronsprecher |
| ----------------------------- | ----------------------- | -------------------------- |
| Hitomi Kisaragi / Cutie Honey | Mariya Nishiuchi        | Demet Fey                  |
| Seiji Hayami                  | Takahiro Miura          | Julian Horeyseck           |
| Jill                          | Nicole Ishida           | Jana Schölermann           |
| Kazuhito Uraki                | Sousuke Takaoka         | Arne Obermeyer             |
| Ryuta Kimura                  | Tasuku Nagase           | Tom Raczko                 |
| Dr. Kisaragi                  | Kouichi Iwaki           | Hans Bayer                 |

## Produktion
Die Dreharbeiten endeten im Dezember 2015.

## Veröffentlichung
Der Film wurde in Japan von der Toei Company am 1. Oktober 2016 veröffentlicht.

## Rezeption
- Lexikon des internationalen Films: Dystopischer Actionfilm nach einer klassischen Manga-Vorlage, profilarm in Handlung und Figurenzeichnung. Auch die visuelle Gestaltung gerät bis auf wenige reizvolle Ideen einfallslos.[7]